# Maesa augustini
Maesa augustini är en viveväxtart som först beskrevs av Takenoshin Nakai, och fick sitt nu gällande namn av Takasi Tuyama. Maesa augustini ingår i släktet Maesa och familjen viveväxter. Inga underarter finns listade i Catalogue of Life.